# The Hitchhiker (film 2007)
The Hitchhiker è un film statunitense del 2007 diretto da Leigh Scott. È un B movie del genere thriller prodotto da The Asylum, società specializzata nelle produzioni di film a basso costo per il circuito direct-to-video. Come molti film dell'Asylum, anche questo è stato prodotto per sfruttare il successo di un film uscito nello stesso anno, precisamente The Hitcher.

## Trama
Stati Uniti. Quattro donne, Sarah Lieving, Shaley Scott, Jessica Bork e Sarah Hall, in viaggio in auto verso Las Vegas danno un passaggio ad un autostoppista, Jack. Ad un certo punto l'auto va in panne nei pressi di un motel nel bel mezzo del deserto. Le donne scoprono ben presto che lo sconosciuto è in realtà uno psicopatico che ha intenzione di ucciderle. Questi prima tenta di somministrare una bevanda  a base di cannabis alle ragazze, quindi fa fuori il meccanico e il direttore del motel, infine le lega nella sua camera. Il gruppo viene poi visitato da due coniugi, Jennifer e Steve. Quest'ultimo viene ucciso con un colpo di pistola da Jack quando scopre le ragazze. Quando arrivano due poliziotti, Jack  uccide Jennifer con il fucile mentre Melinda e Denise riescono a scappare in macchina.
Diverse settimane dopo Melinda e Denise sono sul portico di Melinda e discutono degli eventi passati. Quella sera stessa Melinda viene attaccata da Jack in casa sua. Jack lega il marito a una sedia e gli punta una pistola alla testa. Dopo una discussione animata, Melinda riesce a sparare a Jack, uccidendolo.

## Produzione
Il film fu prodotto da The Asylum e girato a Pearblossom, in California nel 2007 con un budget stimato in 500.000 dollari. La colonna sonora è firmata da Chris Ridenhour.

## Distribuzione
Il film è stato distribuito solo per l'home video. Alcune delle uscite internazionali sono state:
- 5 marzo 2007 negli Stati Uniti (The Hitchhiker)
- 2 novembre 2007 in Giappone